# Massino Visconti
Massino Visconti (Massin en piémontais et en lombard) est une commune italienne de 1 114 habitants de la province de Novare, dans la région Piémont.

## Géographie
Massino Visconti est un petit village situé sur le versant sud-est du Mont San Salvatore sur le territoire du Vergante, autrefois riche de vignes d'oliviers. Située sur les hauteurs de Lesa, la commune qui fait face au lac Majeur offre un panorama unique sur la rive lombarde du lac, sur Ranco et sur les lacs lombards de Monate et de Varese,,.
Le territoire de la commune présente une importante différence d'altitude passant d'un minimum de 260 à un maximum de 922 mètres.

## Origine du nom
Le nom Massino Visconti naît de l'union de deux mots : Massino dériverait de "massa" qui signifie ferme, petite propriété agricole tandis que Visconti a été ajouté en 1943 en raison de la présence d'un château de la famille Visconti dans la commune,.

## Histoire
Au cours de l'Antiquité, Massino a été sous la domination romaine puis lombarde.
Entre le XIIe siècle et le XVIIIe siècle, le village passe sous le contrôle de la famille Visconti qui y fait construire un château.

## Lieux d'intérêt

### Le château de Massino Visconti
Utilisé par les moines de Saint-Gall dans un premier temps, le château devient en 

### L'église San Michele
Située au cœur du village, cette église romane est connue pour sa tour penchée datant du XIe siècle et ses fresques du XVe siècle et du XVIe siècle. Elles sont attribuées au peintre novarais Giovanni de Campo. Un glissement de terrain en 1585 est à l'origine de l'inclinaison de la tour. L'église a été reconstruite au XVIe siècle.

### L'église San Salvatore
Ce sanctuaire bénédictin se situe à environ quatre kilomètres du centre du village. Composé d'églises, de chapelles et de cellules, il est entouré de forêts. L'ensemble constitue l'un des plus beaux belvédères du Vergante sur le lac Majeur.
Les moines bénédictins s'y installent vers l'an mille après leur départ de l'abbaye de Massino. Ils commencent par bâtir l'église dédiée au Sauveur puis les trois chapelles en contrebas. On y accède par un escalier saint que les fidèles parcouraient à genoux.

### Le monument aux fabricants de parapluies
Construit pour rendre hommage aux fabricants de parapluies, ce monument est l’œuvre de Luigi Canuto. Les "lusciatt" étaient nombreux sur le territoire de la commune et dans les environs.

## Administration
| Période                                  | Période | Identité | Étiquette | Qualité |
| ---------------------------------------- | ------- | -------- | --------- | ------- |
|                                          |         |          |           |         |
| Les données manquantes sont à compléter. |         |          |           |         |

### Communes limitrophes
Armeno, Brovello-Carpugnino, Lesa, Nebbiuno.